# Medical Center (Metro de Washington)
Medical Center es una estación subterránea en la línea Roja del Metro de Washington, administrada por la Autoridad de Tránsito del Área Metropolitana de Washington. La estación se encuentra localizada en 8810 Rockville Pike en Bethesda, Maryland. La estación Medical Center fue inaugurada el 25 de agosto de 1984. 

## Descripción
La estación Medical Center cuenta con 1 plataforma central. La estación también cuenta con 88 espacios para bicicletas con 38 casilleros.

## Conexiones
La estación cuenta con las siguientes conexiones de autobuses: 
- Rutas del MetroBus